# 不思議のダンジョン
「不思議のダンジョン」（ふしぎのダンジョン）または「不思議なダンジョン」（ふしぎなダンジョン）は、スパイク・チュンソフトおよび同社の前身であるチュンソフトが開発もしくはタイトル使用許諾を実施したローグライクゲームのタイトルに使われるフレーズ。同社の登録商標（第3308150号他）。
『ポケモン不思議のダンジョン』以降におけるチュンソフト製作品の日本国外リリースの際は“Mystery Dungeon”という英訳が使われている。

## 概要
1990年頃、日本では「コンピュータRPG」というジャンルは『ドラゴンクエストシリーズ』のヒットにより有名となったが、ローグライクゲームはほとんどのタイトルがパソコンゲームであり、日本語の対応もしていないことから認知度が低かった。そこでチュンソフトは、ローグライクゲームの基本的なゲームシステムを踏襲しつつも、取っ付きにくさを家庭用ゲーム化やドラゴンクエストシリーズの設定やキャラクター、共通認識を用いることでカバーした『トルネコの大冒険 不思議のダンジョン』を1993年に発売した。これが『不思議のダンジョン』を冠した最初のゲーム作品となり、80万本のセールスを記録するほどのヒットとなったため、2年後の1995年には第2作として、新たな世界を舞台にした『不思議のダンジョン2 風来のシレン』が登場。その後もさまざまな作品が発売されている。
他社タイトルのシリーズであっても、自社で開発または協力している場合がほとんどである。

## ゲームシステム
シリーズによって細かなシステムは異なる。
ランダム生成ダンジョン
ダンジョンに入るたびに通路や敵・罠・アイテムのパーツがランダムに組み替えられてマップが変化する。同じ構成のダンジョンに入ることは無い。プレイヤーは敵や罠、アイテムが設置されているダンジョンを進み、最深部に到達するのが目標となる。
コンピュータRPG的な要素
HP・経験値・レベル・装備アイテムの存在や、アイテムリソース管理など。
ターン制の戦闘システム
プレイヤーや敵は交互に行動する。プレイヤーが行動しない限りゲーム内の時間は経過せず、敵が行動することは無い。
恒久的な死（パーマデス）
死亡時に階層・アイテム・レベルがリセットされる。また、セーブ・ロードを使っての不正は、毎ターンセーブや中断のシステム等で対策が行われている。
満腹度
定期的に食事を取らないと減少していき、ゼロになると行動のたびにHPが減少する等のペナルティが生じる。
一画面構成
移動も戦闘も一つの画面で完結しており、画面変遷を伴わない。戦闘後の経験値入手やレベルアップもテキストのみで行われる。
マス目制
プレイヤーや敵などあらゆるオブジェクトはマス目単位に存在し、基本的に移動は1ターンを消費して1マス進むことになる。
裏ダンジョン
アイテム持ち込み不可・レベル1からのスタート・アイテム未識別・ゴールが99F等の条件が付いた高難易度ダンジョンが存在する。クリア後に解放される場合が多い。1作目『トルネコの大冒険』からの名残で、元のダンジョン名に関わらず「もっと不思議のダンジョン」と通称されることがある。

## 作品一覧
特記以外は自社で開発している。下記以外にガラパゴス携帯向けタイトルやソーシャルゲームタイトルも存在するが、本項内では省略する。
機種
- SFC=スーパーファミコン、N64=NINTENDO 64、Wii=Wii、Wii U=Wii U、Switch=Nintendo Switch、PS=PlayStation、PS2=PlayStation 2、PS4=PlayStation 4、DC=ドリームキャスト、GB=ゲームボーイ、GBC=ゲームボーイカラー、GBA=ゲームボーイアドバンス、DS=ニンテンドーDS、3DS=ニンテンドー3DS、WS=ワンダースワン、PSP=PlayStation Portable、PS Vita=PlayStation Vita、Win=Microsoft Windows
- VC=バーチャルコンソール、GA=ゲームアーカイブス

### トルネコの大冒険シリーズ
『ドラゴンクエスト』シリーズのキャラクターを用いた作品。販売は2以降スクウェア・エニックス（旧・エニックス）。
- 『トルネコの大冒険』シリーズ
  - トルネコの大冒険
    - 『トルネコの大冒険 不思議のダンジョン』（1993年・SFC）

  - トルネコの大冒険2
    - 『ドラゴンクエストキャラクターズ トルネコの大冒険2 不思議のダンジョン』（1999年・PS）
    - 『ドラゴンクエストキャラクターズ トルネコの大冒険2アドバンス 不思議のダンジョン』（2001年・GBA）

  - トルネコの大冒険3
    - 『ドラゴンクエストキャラクターズ トルネコの大冒険3 不思議のダンジョン』（2002年・PS2）
    - 『ドラゴンクエストキャラクターズ トルネコの大冒険3アドバンス 不思議のダンジョン』（2004年・GBA）
- 番外編
  - 『ドラゴンクエスト 少年ヤンガスと不思議のダンジョン』（開発元：キャビア / 2006年・PS2）

### 風来のシレンシリーズ
自社独自の『風来のシレン』シリーズ。
- 本編作品
  - 風来のシレン
    - 『不思議のダンジョン2 風来のシレン』（1995年・SFC / 2007年・Wii VC）
    - 『不思議のダンジョン 風来のシレンDS』（2006年・DS）
    - 『不思議のダンジョン 風来のシレン』（2019年・And、iOS）

  - 風来のシレン2 鬼襲来!シレン城!
    - 『不思議のダンジョン 風来のシレン2 鬼襲来!シレン城!』（2000年・N64）

  - 風来のシレン3 からくり屋敷の眠り姫
    - 『不思議のダンジョン 風来のシレン3 からくり屋敷の眠り姫』（2008年・Wii）
    - 『不思議のダンジョン 風来のシレン3 ポータブル』（2010年・PSP）

  - 風来のシレン4 神の眼と悪魔のヘソ
    - 『不思議のダンジョン 風来のシレン4 神の眼と悪魔のヘソ』（2010年・DS）
    - 『不思議のダンジョン 風来のシレン4 plus 神の眼と悪魔のヘソ』（2012年・PSP）

  - 風来のシレン5 フォーチュンタワーと運命のダイス
    - 『不思議のダンジョン 風来のシレン5 フォーチュンタワーと運命のダイス』（2010年・DS）
    - 『不思議のダンジョン 風来のシレン5 plus フォーチュンタワーと運命のダイス』（2015年・PS Vita）
    - 『不思議のダンジョン 風来のシレン5 plus フォーチュンタワーと運命のダイス』（2020年・Switch)
    - 『不思議のダンジョン 風来のシレン5 plus フォーチュンタワーと運命のダイス』（2022年・Win, Android, iOS)

  - 風来のシレン6 とぐろ島探検録
    - 『不思議のダンジョン 風来のシレン6 とぐろ島探検録』（2024年・Switch)

- GBシリーズ
  - 風来のシレンGB 月影村の怪物
    - 『不思議のダンジョン 風来のシレンGB 月影村の怪物』（1996年・GB）
    - 『不思議のダンジョン 風来のシレン 月影村の怪物』（1999年・Win）
    - 『不思議のダンジョン 風来のシレン 月影村の怪物 インターネット版』（2002年・Win）

  - 風来のシレンGB2 砂漠の魔城
    - 『不思議のダンジョン 風来のシレンGB2 砂漠の魔城』（2001年・GBC）
    - 『不思議のダンジョン 風来のシレンDS2 砂漠の魔城』（2008年・DS）

- 外伝作品
  - 風来のシレン外伝 女剣士アスカ見参!
    - 『不思議のダンジョン 風来のシレン外伝 女剣士アスカ見参!』（2002年・DC）
    - 『不思議のダンジョン 風来のシレン外伝「女剣士アスカ見参!」 for Windows』（2002年・Win）

### チョコボの不思議なダンジョンシリーズ
『ファイナルファンタジー』シリーズのキャラクターであるチョコボを主役に据えたシリーズ。語感の関係上タイトルを「不思議なダンジョン」に変更しているうえ、チュンソフトはタイトル使用許諾のみで開発には関わっていない（ただし、『1』と『2』で中村光一の監修は受けている）。開発・販売は旧スクウェアおよびスクウェア・エニックス、またはハ・ン・ド。
- チョコボの不思議なダンジョン
  - 『チョコボの不思議なダンジョン』（1997年・PS / 2010年・GA）
  - 『チョコボの不思議なダンジョン for ワンダースワン』（1999年・WS）
- チョコボの不思議なダンジョン2
  - 『チョコボの不思議なダンジョン2』（1998年・PS / 2010年・GA）
- チョコボの不思議なダンジョン 時忘れの迷宮
  - 『チョコボの不思議なダンジョン 時忘れの迷宮』（2007年・Wii）
  - 『シドとチョコボの不思議なダンジョン 時忘れの迷宮DS+』（2008年・DS）
  - 『チョコボの不思議なダンジョン エブリバディ!』（2019年・Switch、PS4）

### ポケモン不思議のダンジョンシリーズ
『ポケットモンスター』シリーズのキャラクターであるポケモンたちを主役に据えたシリーズ。販売は任天堂および株式会社ポケモンが、各種設定などの監修は株式会社ポケモンが担当している。初期のシリーズは本家『ポケットモンスター』に準じて別バージョンが同時発売されている。
- ポケモン不思議のダンジョン 救助隊シリーズ
  - 『ポケモン不思議のダンジョン 青の救助隊』（2005年・DS / 2016年・Wii U VC）
  - 『ポケモン不思議のダンジョン 赤の救助隊』（2005年・GBA / 2016年・Wii U VC）
  - 『ポケモン不思議のダンジョン 救助隊DX』（2020年・Switch）
- ポケモン不思議のダンジョン 探検隊シリーズ
  - 『ポケモン不思議のダンジョン 時の探検隊』（2007年・DS）
  - 『ポケモン不思議のダンジョン 闇の探検隊』（2007年・DS）
  - 『ポケモン不思議のダンジョン 空の探検隊』（2009年・DS / 2016年・Wii U VC）
- ポケモン不思議のダンジョン 冒険団シリーズ
  - 『ポケモン不思議のダンジョン すすめ!炎の冒険団』（2009年・Wiiウェア）
  - 『ポケモン不思議のダンジョン いくぞ!嵐の冒険団』（2009年・Wiiウェア）
  - 『ポケモン不思議のダンジョン めざせ!光の冒険団』（2009年・Wiiウェア）
- ポケモン不思議のダンジョン マグナゲートと∞迷宮
  - 『ポケモン不思議のダンジョン マグナゲートと∞迷宮』（2012年・3DS）
- ポケモン超不思議のダンジョン
  - 『ポケモン超不思議のダンジョン』（2015年・3DS）

### 世界樹と不思議のダンジョンシリーズ
『世界樹の迷宮』シリーズとのコラボ作品。販売はアトラス。 
- 『世界樹と不思議のダンジョン』（2015年・3DS）
- 『世界樹と不思議のダンジョン2』（2017年・3DS）

### その他の作品
- 『機動戦士ガンダム 不思議のダンジョン』（配信：バンダイネットワークス / 2004年・携帯アプリ）
- 『ザ・ナイトメア・オブ・ドルアーガ 不思議のダンジョン』（販売：アリカ / 2004年・PS2）
- 『不思議のクロニクル 振リ返リマセン勝ツマデハ』（原作：『片道勇者』 / 2015年・PS4/PS Vita）